# La 440
Pour les articles homonymes, voir A440.
 (février 2017).
Si vous disposez d'ouvrages ou d'articles de référence ou si vous connaissez des sites web de qualité traitant du thème abordé ici, merci de compléter l'article en donnant les références utiles à sa vérifiabilité et en les liant à la section « Notes et références ».

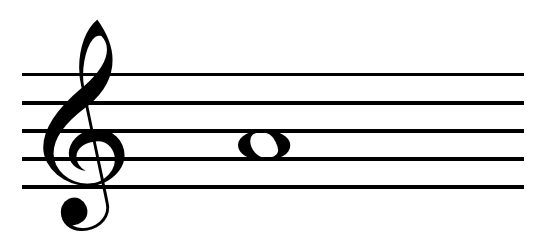
Position sur la portée du la 440.

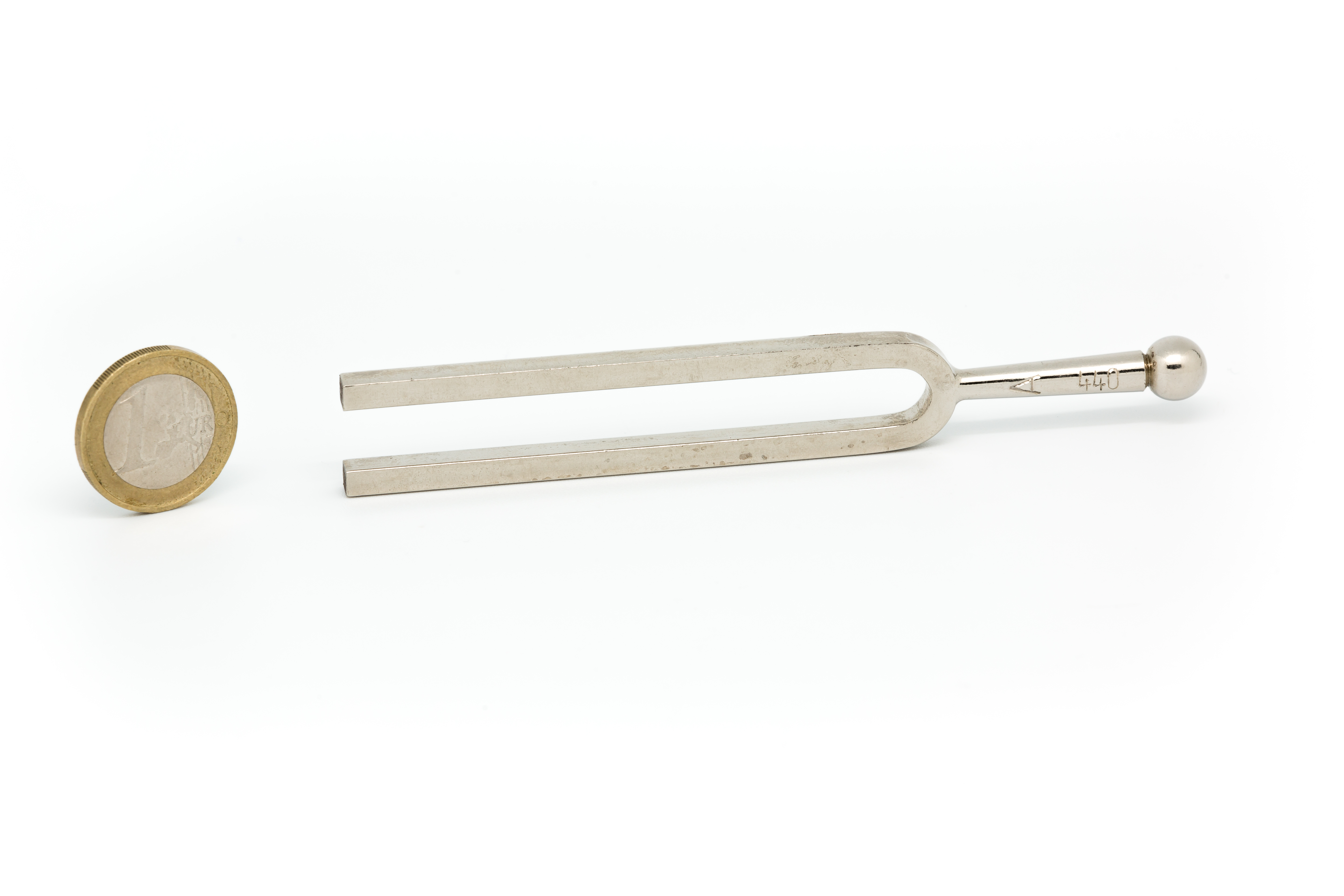
Un diapason en fourche à un seul ton donne le la 440.

Le la 440 (en notation germanique, A 440) est une note de musique utilisée comme hauteur de référence. Cette note est le la (noté aussi la3 en notation française ou A4) situé au-dessus du do médian du clavier de piano (noté aussi do3 ou C4). Sa fréquence est de 440 Hz. C'est la note donnée par les diapasons mécaniques usuels, en fourche et à un seul ton, les diapasons électroniques ou logiciels permettant de choisir la note ou la fréquence désirée.

## Convention
En 1936, l'American National Standards Institute a recommandé que la note la (noté A4) au-dessus du do central soit accordé à 440 cycles par seconde (Hz)[réf. non conforme]. Cette norme a été acceptée par l’Organisation internationale de normalisation (ISO) en 1955 en tant que ISO 16. Elle sert maintenant de fréquence de référence dans l’accordage de pianos, de violons, de guitares et d’autres instruments.

## Autres fréquences de référence
- Dans la pratique, la plupart des pianos et des orchestres classiques s'accordent à 442 Hz. Nikolaus Harnoncourt remarque la tendance constante à vouloir monter le diapason[3].
- Les interprètes scrupuleux à jouer les œuvres au plus près de ce qui aurait été entendu au moment de leur création adoptent le diapason alors utilisé en temps et lieu ; en effet le diapason variait d'une ville à l'autre, et d'une époque à l'autre (440 Hz à Padoue et 460 à Venise au début du XVIIe siècle, alors qu'il était à moins de 400 Hz à la fin du même siècle à Paris). 415 Hz est souvent cité comme diapason baroque, sonnant un demi-ton plus bas que la 440. De ce fait, certains clavecins, dits transpositeurs, peuvent jouer, par simple déplacement du clavier, en 415 ou en 440.

### Histoire
| Année | Fréquence |
| 1680  | 404 Hz    |
| 1774  | 410 Hz    |
| 1807  | 420 Hz    |
| 1829  | 430 Hz    |
| 1859  | 435 Hz    |
| ----- | --------- |

## Divers

Do central C4 en cyan et La 440 A4 en jaune, sur un clavier de piano standard, 88 touches.

- Certains opérateurs téléphoniques utilisent le la 440 au décrochage comme tonalité d'invitation à numéroter ;
- A440 est aussi le nom de l'extra-terrestre dans le conte musical Émilie Jolie.